# Coventry (New York)
Coventry ist eine US-amerikanische Kleinstadt (Town) im Chenango County des Bundesstaats New York mit knapp 2000 Einwohnern.

## Geographie
Der Ort liegt auf halber Strecke zwischen dem County Seat Norwich im Nordosten und dem Gründungsort von IBM Binghamton und dem dahinter liegendem Bundesstaat Pennsylvania. Die Town of Coventry umfasst die beiden Hamlets Coventry und Coventryville. Wenige Kilometer östlich von Coventry liegt das Bainbridge Reservoir.

## Geschichte
Die ersten Siedler ließen sich hier um 1785 nieder, bereits 1806 wurde eine Siedlung in Anlehnung an die gleichnamige englische Stadt unter ihrem heutigen Namen gegründet.
Wegen der vorgefundenen Bodenbeschaffenheit konzentrierten sich die Siedler eher auf Viehzucht mit zeitweise fünf Käsereien im Ort.

## Städtepartnerschaft
Seit 1972 gibt es ein Partnerschaftsabkommen mit dem Namensgeber Coventry  in  England, Vereinigtes Königreich.

## Persönlichkeiten
- William Goodell (1792–1878), Sklavereigegner
- Rufus Mallory (1831–1914), Jurist und Politiker
- Sherman Page (1779–1853), Jurist und Politiker